# نمط مواريه

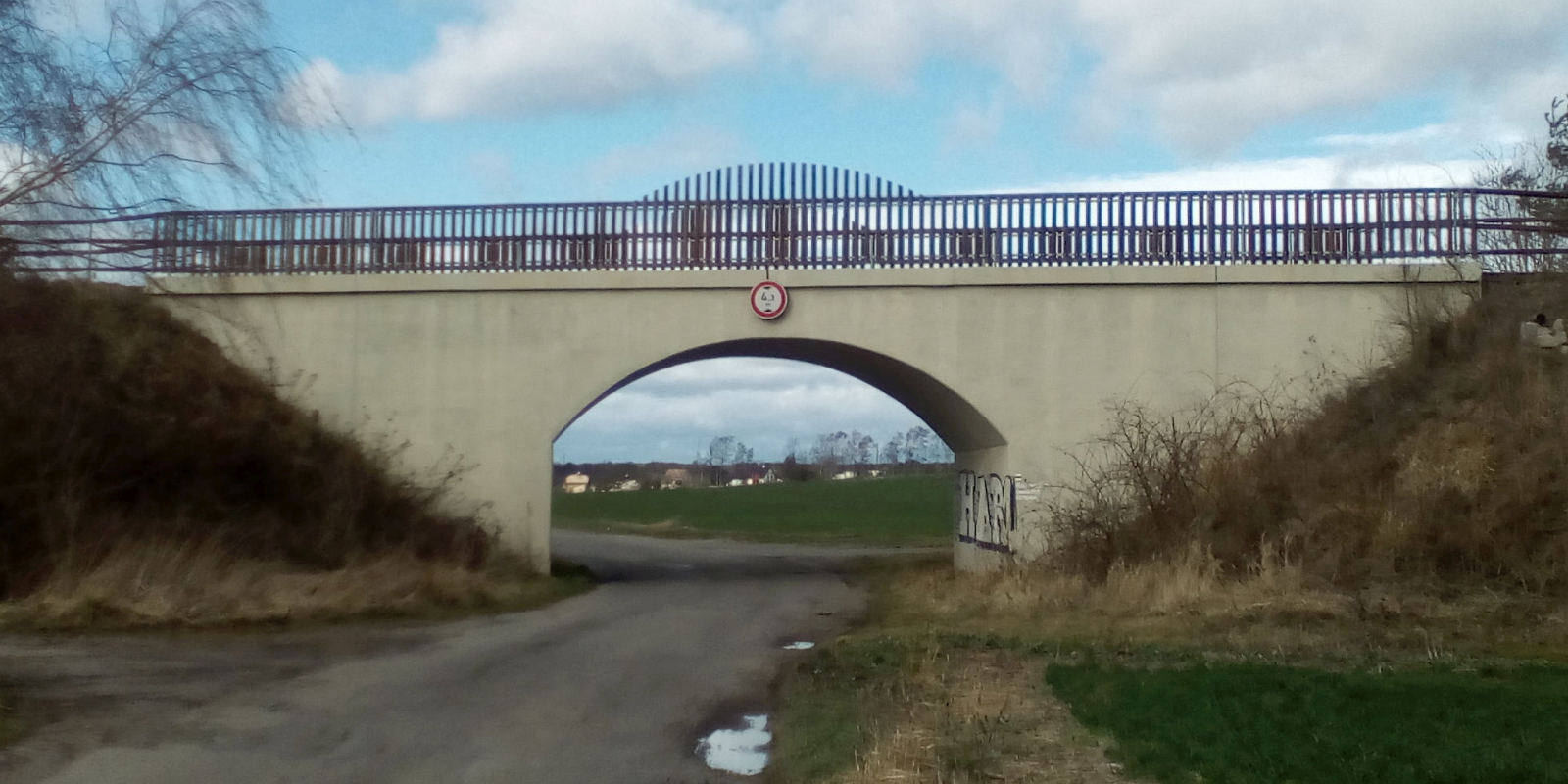
الاختلاف في المسافة بين السياج الأمامي والخلفي على الجسر يخلق أنماط تموج في النسيج.

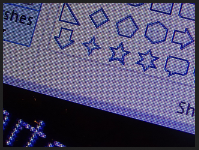
يظهر نمط مواريه على لقطات الكاميرا المقاسة لشاشة إل سي دي LCD.

إن نمط مواريه أو ما يسمى نمط التموج في النسيج نجده بشكل واسع في الرياضيات، والفيزياء، والفن. إن أنماط التموج في النسيج (الإنجليزية البريطانية: /ˈmwɑːreɪ/ MWAR-ay ، الإنجليزية الأمريكية: /mwɑːˈreɪ/ mwar-AY ،  
نطق فرنسي: [mwaʁe]  ( أنصت)
) أو هامش التموج في النسيج  هي أنماط تداخل واسعة النطاق يمكن إنتاجها عندما يتم تراكب نمط مسطّر معتم به فجوات شفافة على نمط مشابه آخر. لكي يظهر نمط التداخل المتموج في النسيج، يجب ألا يكون النموذجان متطابقين تمامًا، بل يجب إزاحتهما أو تدويرهما أو اختلافهما قليلاً.
تظهر أنماط مواريه في كثير من المواقف. أثناء الطباعة، يمكن أن يتداخل نمط النقاط المطبوع مع الصورة. في التلفزيون والتصوير الرقمي، يمكن أن يتداخل النمط الموجود على كائن يتم تصويره مع شكل مستشعرات الضوء لتوليد التأثيرات الصنعية غير المرغوب فيها. يتم إنشاؤها أيضًا في بعض الأحيان بشكل متعمد - بالميكرومتر ليتم استخدامها لتضخيم تأثيرات الحركات الصغيرة جدًا.
في الفيزياء، مظهر نمط مواريه هو تداخل الموجة مثل ذلك الذي شوهد في تجربة الشق المزدوج وظاهرة الضرب في الصوتيات.

## علم أصول الكلمات
ينشأ المصطلح من تموج في النسيج ( من فعل تموج في النسيجmoire في اللغة الفرنسية في صيغة الصفة)، وهو نوع من النسيج، عادة من الحرير ولكن الآن أيضا من القطن أو الألياف الاصطناعية، مع ظهور متموج أو «مائي». يتم تصنيع المواريه Moire، أو «النسيج المائي»، عن طريق الضغط على طبقتين من النسيج عند البلل. يخلق التباعد المتشابه ولكن الناقص للخيوط نمطًا مميزًا يبقى بعد أن يجف القماش.
في الفرنسية، تعني الصفة مواريه moiré تموج في النسيج (وهذه الكلمة في الاستخدام منذ 1823 على الأقل) وهذه الصفة مشتقة من الفعل السابق في وقت أبكر (يتموج النسيج moirer) والذي يعني «ينتج المنسوجات المائية من خلال النسج أو الضغط». إن فعل (يتموج النسيج moirer)، بدوره، هو نوع مختلف من كلمة (موايير mouaire) والتي هي بدورها اعتماد لكلمة الموهير mohair في اللغة الإنجليزية (هذه الكلمة هي قيد الاستخدام منذ عام 1570 على الأقل). إن كلمة الموهير mohair يأتي من mukhayyar العربية مُخَيَّر ، «المختار»)، وهي قطعة قماش مصنوعة من صوف ماعز الأنجورا.إن كلمة (مُخَيَّر Mukhayyar) تنحدر من فعل (خيّر khayyara ، «هو اختار he chose»). إن كلمة «المختار Chosen» تعني «حس اختيار الملبس الممتاز، أو حس القماش الممتاز».

## تكوين نمط

خط تموج في النسيج مع حركة بطيئة للطبقة الكاشفة لأعلى

شكل تموج في النسيج

تم إنشاء نمط مواريه من خلال تداخل مجموعتين من الدوائر متحدة المركز

غالبًا ما تكون أنماط التموج هي آثار صنعية للصور تنتجها تقنيات التصوير الرقمي والرسومات الحاسوبية المختلفة، على سبيل المثال عند مسح صورة نصفية النغمة أو شعاعية التتبع أو مستوى متقلب (هذا الأخير هو حالة خاصة من الترادف aliasing ، بسبب نقص العينة في نمط منتظم دقيق). يمكن التغلب على هذا في رسم خرائط النسيج من خلال استخدام الخرائط والتصفية متباينة الخواص.
يُظهر الرسم الموجود في الجزء العلوي الأيمن نمط تموج في النسيج. يمكن أن تمثل الخطوط أليافًا في نسيج حرير متموج، أو خطوط مرسومة على الورق أو على شاشة الكمبيوتر. إن التفاعل غير الخطي للأنماط الضوئية للخطوط يخلق نمطًا حقيقيًا ومرئيًا من نطاقات داكنة وفاتحة متوازية تقريبًا، نمط تموج في النسيج، متراكب على الخطوط.
يحدث تأثير التموج في النسيج أيضًا بين الكائنات الشفافة المتداخلة. على سبيل المثال، يتكون قناع الطور غير المرئي من بوليمر شفاف بسمك متموج. عندما يضيء الضوء من خلال أقنعة متراكبة ذات أنماط طور متشابهة، يحدث نمط تموج في النسيج عريض على شاشة على بعد مسافة ما. إن تأثير التموج في النسيج في المرحلة وتأثير التموج في النسيج الكلاسيكي من الخطوط المعتمة هما طرفي طيف مستمر في البصريات، وهو ما يسمى تأثير التموج في النسيج العالمي. تأثير التموج في الطور هو الأساس لنوع من مقياس التداخل عريض النطاق في تطبيقات الأشعة السينية وموجات الجسيمات. كما يوفر طريقة للكشف عن الأنماط المخفية في الطبقات غير المرئية.

### التموج النسيجي في الخط
التموج النسيجي في الخط هو نوع واحد من أنماط التموج في النسيج. هو نمط يظهر عند تراكب طبقتين شفافتين تحتويان على أنماط معتمة مترابطة. إن التموج في النسيج هي حالة تحدث عندما تتكون الأنماط المتراكبة من خطوط مستقيمة أو منحنية. عند تحريك أنماط الطبقة، تتحول أنماط التموج أو تتحرك بسرعة أكبر. هذا التأثير يسمى تسريع التموج في النسيج البصري.
يتم إنشاء أنماط تموج في النسيج أكثر تعقيدًا إذا كانت الخطوط منحنية أو غير متوازية تمامًا.

### التموج النسيجي في الشكل
التموج النسيجي في الشكل هو أحد أنماط التموج في النسيج يوضح ظاهرة تكبير التموج في النسيج. إن التموج في النسيج أحادي الأبعاد هو الحالة المبسطة الخاصة للتموج على شكل ثنائي الأبعاد. قد تظهر الأنماط أحادية البعد عند تركيب طبقة معتمة تحتوي على خطوط صغيرة شفافة أفقية أعلى طبقة تحتوي على شكل معقد يتكرر بشكل دوري على طول المحور الرأسي.
إن أنماط التموج الكاشفة للأشكال المعقدة في نسيج، أو تسلسل الرموز المضمنة في واحدة من الطبقات (في شكل من الأشكال مضغوط المتكررة بشكل دوري) يتم تصنيعها باستخدام التموج في النسيج، والا تم تسميتها أنماط التموج النسيجي الحزمية band moiré patterns. تتمثل إحدى أهم خصائص التموج في النسيج في قدرته على تكبير الأشكال الصغيرة على أحد المحورين أو كلاهما، أي التمدد. يحدث مثال ثنائي الأبعاد شائع لتكبير التموج في النسيج عند عرض سياج مشبك خلال سياج مشبك ثانٍ بتصميم متطابق. يمكن رؤية الهيكل الرائع للتصميم حتى من مسافات بعيدة.

## العمليات الحسابية

### تموج الأنماط المتوازية

#### نهج هندسي
ضع في اعتبارك نمطين مصنوعين من خطوط متوازية ومتساوية البعد، على سبيل المثال، الخطوط العمودية. إن خطوة من النمط الأول هي p ، وتكون خطوة النمط الثاني هي: p + δp مع 0 < δp < p
إذا كانت خطوط الأنماط متراكبة على يسار الشكل، فإن التحول بين الخطوط يزداد عند الانتقال إلى اليمين. بعد عدد محدد من الخطوط، تتعارض الأنماط: تقع خطوط النمط الثاني بين خطوط النمط الأول. إذا نظرنا من مسافة بعيدة، فإننا نشعر بالمناطق الشاحبة عندما تكون الخطوط متراكبة (هناك أبيض بين الخطوط)، والمناطق المظلمة عندما تكون الخطوط «متعارضة».
يقع منتصف المنطقة المظلمة الأولى عندما يكون التحول مساويًا p2. يتم إزاحة الخط n من النمط الثاني بواسطة n δp مقارنة بالسطر n للشبكة الأولى. وهكذا يتوافق منتصف المنطقة المظلمة الأولى مع
{\displaystyle {\displaystyle n\cdot \delta p={\frac {p}{2}}}}
هذا هو
{\displaystyle {\displaystyle n={\frac {p}{2\delta p}}.}}
إن المسافة d بين منتصف المنطقة الشاحبة والمنطقة المظلمة هي
{\displaystyle d=n\cdot (p+\delta p)={\frac {p^{2}}{2\delta p}}+{\frac {p}{2}}}
المسافة بين منتصف منطقتين مظلمتين، والتي هي أيضًا المسافة بين منطقتين شاحبتين، هي
{\displaystyle {\displaystyle 2d={\frac {p^{2}}{\delta p}}+p}}
من هذه الصيغة يمكننا أن نرى ما يلي:
- كلما كانت الخطوة أكبر، زادت المسافة بين المناطق الباهتة والمظلمة؛
- كلما زاد التباين δp ، كلما اقتربت المناطق المظلمة δp ؛ إن تباعد أكبر بين المناطق المظلمة والشاحبة يعني أن الأنماط لها خطوات قريبة جدًا.

مبدأ تموج في النسيج مشابه لمقياس فيرنير Vernier لقياس المسافة.

#### نهج الوظيفة الرياضية

نمط تموج مواريه (أسفل) تم إنشاؤه عن طريق تركيب شبكتين (أعلى ووسط)

يتمثل جوهر تأثير التموج في النسيج في الإدراك (المرئي بشكل أساسي) لنمط ثالث مختلف تمامًا والذي ينتج عن التراكب غير الدقيق لنمطين متشابهين. لم يتم الحصول على التمثيل الرياضي لهذه الأنماط بشكل تافه ويمكن أن يبدو تعسفيًا إلى حد ما. في هذا القسم، سنقدم مثالًا رياضيًا لنمطين متوازيين يشكل تراكبهما نمط تموج في النسيج، ونبين طريقة واحدة (من العديد من الطرق الممكنة) والتي يمكن من خلالها تقديم هذه الأنماط وتأثير التموج في النسيج رياضيًا.
تعتمد رؤية هذه الأنماط على الوسط أو الركيزة التي تظهر فيها، وقد تكون غير شفافة (كما هو الحال على الورق على سبيل المثال) أو شفافة (كما هو الحال في الفيلم البلاستيكي على سبيل المثال). لأغراض المناقشة، سنفترض أن كلا نمطين أساسيين مطبوعان بالحبر الرمادي على ورقة بيضاء، حيث يتم إعطاء التعتيم (على سبيل المثال، الظل الرمادي) للجزء «المطبوع» بقيمة بين 0 (أبيض) و 1 (أسود) شامل، مع12 تمثل الرمادي المحايد. أي قيمة أقل من 0 أو أكبر من 1 باستخدام هذا المقياس الرمادي هي في الأساس «غير قابلة للطباعة».
سنختار أيضًا تمثيل عتامة النمط الناتج عن طباعة أحد النماذج فوق الآخر عند نقطة معينة على الورق كمتوسط (أي الوسط الحسابي) لشفافية كل نمط في هذا الموضع، وهو نصف مجموعها، و، حسب الحساب، لا يتجاوز 1. (هذا الاختيار ليس فريدًا. أي طريقة أخرى لدمج الوظائف التي ترضي الاحتفاظ بقيمة الدالة الناتجة داخل الحدود [0,1] ستعمل أيضًا؛ يتميز حساب المتوسط الحسابي بميزة البساطة - ونأمل أن يلحق ضررًا ضئيلًا بمفاهيم المرء عن عملية الطباعة.)
نحن الآن نأخذ في الاعتبار التراكب «المطبوع» لنمطين متشابهين تقريبًا، متباينين جيبيًا، على مقياس رمادي لإظهار كيفية إنتاجهما لتأثير التموج في النسيج في طباعة نمط واحد على الورق أولاً، ثم طباعة النمط الآخر فوق الأول، مع الحفاظ على إحداثيات المحاور الخاصة بهما في السجل. نحن نمثل كثافة الرمادي في كل نمط بدالة عتامة موجبة للمسافة على طول اتجاه ثابت (على سبيل المثال، الإحداثي x) في المستوى الورقي، بالشكل
حيث يحافظ وجود 1 على الدالة محددة بشكل إيجابي، وإن القسمة على 2 تمنع قيم الدالة الأكبر من 1.
تمثل الكمية k التباين الدوري (أي التردد المكاني) لشدة اللون الرمادي للنمط، مقاسة بعدد دورات الشدة لكل وحدة مسافة. نظرًا لأن الدالة الجيبية هي دورية على التغييرات الوسيطة بمقدار 2π ، فإن زيادة المسافة Δx لكل دورة كثافة (طول الموجة) يتم الحصول عليه بالشكل التالي:
k Δx = 2π
ومنه نستنتج Δx = 2πk .
فكر الآن في نمطين من هذا القبيل، حيث يكون لأحدهما اختلاف دوري مختلف قليلاً عن الآخر وهما متمثلان في الدالتين:
{\displaystyle {\displaystyle {\begin{aligned}f_{1}&={\frac {1+\sin(k_{1}x)}{2}}\\[4pt]f_{2}&={\frac {1+\sin(k_{2}x)}{2}}\end{aligned}}}}
حيث أن k1 ≈ k2 .
يتم تقييم متوسط هاتين الدالتين، اللذين يمثلان الصورة المطبوعة المتراكبة، على النحو التالي:
{\displaystyle {\displaystyle {\begin{aligned}f_{3}&={\frac {f_{1}+f_{2}}{2}}\\[5pt]&={\frac {1}{2}}+{\frac {\sin(k_{1}x)+\sin(k_{2}x)}{4}}\\[5pt]&={\frac {1+\sin(Ax)\cos(Bx)}{2}}\end{aligned}}}}
حيث يتضح ذلك بسهولة
{\displaystyle A={\frac {k_{1}+k_{2}}{2}}}و{\displaystyle B={\frac {k_{1}-k_{2}}{2}}.}من الواضح أن متوسط الدالة f3 يقع في النطاق [0,1]. نظرًا لأن التباين الدوري A هو متوسط لـ وبالتالي هو قريب من k1 و k2 ، فإن تأثير التموج في النسيج يتم توضيحه بشكل واضح من خلال استخدام دالة «النبض beat» للمغلف الجيبي الشكل cos(Bx) ، والتي يكون تباينها الدوري هو نصف فرق التباينات الدورية k1 و k2 (ومن الواضح أن التردد أقل بكثير).
تشتمل تأثيرات التموج في النسيج الأخرى أحادية البعد على نغمة تردد النبض beat الكلاسيكية التي تُسمع عند سماع نغمتين نقيتين من نغمة متطابقة تقريبًا في وقت واحد. هذه نسخة صوتية من تأثير التموج في النسيج في بُعد واحد من الزمن: النغمتان الأصليتان لا تزالان حاضرتين - لكن تصور المستمع هو نغمتان يمثلان متوسط ونصف الفرق في ترددات النغمتين. ينتمي الترادف Aliasing في أخذ عينات الإشارات المتغيرة بمرور الوقت أيضًا إلى نموذج التموج في النسيج.

### تموج الأنماط المستديرة
ضع في اعتبارك نمطين بنفس الخطوة p ، لكن النمط الثاني يتم تدويره بزاوية α . إذا نظرنا من بعيد، يمكننا أيضًا رؤية خطوط أغمق وأكثر شحوبًا: تتوافق الخطوط الباهتة مع خطوط العقد، أي الخطوط التي تمر عبر تقاطعات النموذجين.
إذا أخذنا في الاعتبار أن خلية من الشبكة تكونت، فيمكننا أن نرى أنها شكل معين من الجوانب الأربعة تساوي
d = psin α
(لدينا مثلث قائم الزاوية يكون الوتر d والضلع المقابل للزاوية α هو p).
تتوافق الخطوط الباهتة مع القطر الصغير للمعين. نظرًا لأن الأقطار هي منصف الأضلاع المجاورة، يمكننا أن نرى أن الخط الباهت يصنع زاوية تساوي α2 مع الخط المتعامد مع خط نمط.

بالإضافة إلى ذلك، فإن التباعد بين خطين شاحبين هو D ، نصف القطر الطويل للمعين. إن القطر الطويل 2D هو وتر المثلث القائم وأضلاع الزاوية القائمة هما d(1 + cos α) و p . تعطي نظرية فيثاغورس:{\displaystyle (2D)^{2}=d^{2}(1+\cos \alpha )^{2}+p^{2}}هذا يؤدي:{\displaystyle {\begin{aligned}(2D)^{2}&={\frac {p^{2}}{\sin ^{2}\alpha }}(1+\cos \alpha )^{2}+p^{2}\\[5pt]&=p^{2}\cdot \left({\frac {(1+\cos \alpha )^{2}}{\sin ^{2}\alpha }}+1\right)\end{aligned}}}وبالتالي هكذا{\displaystyle {\begin{aligned}(2D)^{2}&=2p^{2}\cdot {\frac {1+\cos \alpha }{\sin ^{2}\alpha }}\\[5pt]D&={\frac {\frac {p}{2}}{\sin {\frac {\alpha }{2}}}}.\end{aligned}}}
عندما تكون α صغيرة جدًا (α < π6) يمكن إجراء تقريبات الزوايا الصغيرة التالية:{\displaystyle {\begin{aligned}\sin \alpha &\approx \alpha \\\cos \alpha &\approx 1\end{aligned}}}هكذا
{\displaystyle D\approx {\frac {p}{\alpha }}.}يمكننا أن نرى أنه كلما كانت α أصغر، كلما تباعدت الخطوط الشاحبة؛ عندما يكون كلا النموذجين متوازيين (α = 0)، يكون التباعد بين الخطوط الباهتة غير محدود (لا يوجد خط شاحب).
وبالتالي هناك طريقتان لتحديد α : من خلال توجيه الخطوط الشاحبة والتباعد بينها{\displaystyle \alpha \approx {\frac {p}{D}}}إذا اخترنا قياس الزاوية، فإن الخطأ النهائي يتناسب مع خطأ القياس. إذا اخترنا قياس التباعد، فإن الخطأ الأخير يتناسب مع عكس التباعد. وبالتالي، بالنسبة للزوايا الصغيرة، من الأفضل قياس التباعد.

## الآثار والتطبيقات

### طباعة صور بالألوان الكاملة
تحذير: خطر نوبة الصرع السمعي.
إن نتاج مسارين نبضيين beat tracks بسرعات مختلفة قليلاً متراكبة، مما ينتج نمط تموج في النسيج مسموع؛ إذا كانت نبضات أحد المسارات تتوافق مع مكان وجود نقطة سوداء أو خط في الفضاء وتتوافق نبضات المسار الآخر مع النقاط في الفضاء في المكان الذي تقوم فيه الكاميرا بأخذ عينات من الضوء، بسبب أن الترددات ليست متطابقة تمامًا وتتوافق تمامًا مع بعضها، فإن النبضات (أو العينات) ستتراصف بشكل وثيق في بعض اللحظات في الوقت المناسب وتتباعد في أوقات أخرى. كلما اقتربت النبضات من بعضها، كلما كانت أكثر قتامة في تلك البقعة؛ وكلما تباعدت النبضات، كانت أفتح في تلك البقعة. إن النتيجة تكون دورية بنفس طريقة نمط التموج في النسيج الرسومي. انظر: التدريج phasing.
في فنون الجرافيك وما قبل الطباعة، تتضمن التقنية المعتادة لطباعة الصور كاملة الألوان تركيب شاشات الألوان النصفية . هذه أنماط نقطية مستطيلة عادية - غالبًا أربعة منها مطبوعة باللون السماوي والأصفر والأرجواني والأسود. نوع من نمط التموج في النسيج هو أمر حتمي، ولكن في الظروف المواتية يكون النمط «ضيقًا»؛ أي أن التردد المكاني للتموج في النسيج مرتفع جدًا بحيث لا يمكن ملاحظته. في الفنون الرسومية، إن مصطلح التموج في النسيج moiré يعني نمط تموج في النسيج مرئي بشكل مفرط . يتكون جزء من فن ما قبل الطباعة من اختيار زوايا الشاشة وترددات الألوان النصفية التي تقلل التموج في النسيج. لا يمكن التنبؤ برؤية التموج في النسيج تمامًا. قد تنتج نفس مجموعة الشاشات نتائج جيدة مع بعض الصور، ولكن يمكن أن تنتج تموج في النسيج مرئي مع البعض الآخر.

### شاشات التليفزيون والصور
تُرى أنماط مواريه بشكل شائع على شاشات التلفزيون عندما يرتدي الشخص قميصًا أو سترة من نسج أو نمط معين، مثل سترة houndstooth . ويرجع ذلك إلى المسح المتشابك في أجهزة التلفزيون والكاميرات غير السينمائية، والمشار إليه باسم twitter interline . عندما يتحرك الشخص، يكون نمط تموج في النسيج ملحوظًا تمامًا. لهذا السبب، يُطلب من مذيعي الأخبار وغيرهم من المتخصصين الذين يظهرون على شاشات التلفزيون بانتظام تجنب الملابس التي قد تسبب التأثير.
غالبًا ما تُظهر الصور الفوتوغرافية لشاشة التلفزيون الملتقطة بكاميرا رقمية أنماط تموج في النسيج. نظرًا لأن كلاً من شاشة التلفزيون والكاميرا الرقمية تستخدمان تقنية مسح لإنتاج أو التقاط صور بخطوط مسح أفقية، فإن مجموعات الخطوط المتعارضة تسبب أنماط تموج في النسيج. لتجنب هذا التأثير، يمكن توجيه الكاميرا الرقمية بزاوية 30 درجة إلى شاشة التلفزيون.

### الملاحة البحرية
يتم استخدام تأثير التموج في النسيج في منارات الشواطئ المسماة «علامات إينوجون المرشدة» أو «مصابيح إينوجون»، التي تصنعها شركة Inogon Licens AB ، السويد، لتعيين المسار الأكثر أمانًا للسفر للسفن المتجهة إلى الأقفال والمراسي والموانئ وما إلى ذلك، أو لكي تشير إلى المخاطر تحت الماء (مثل خطوط الأنابيب أو الكابلات). يُنشئ تأثير تموج في النسيج سهامًا تشير إلى خط وهمي يشير إلى الخطر أو خط الممر الآمن؛ عندما يمر الملاحون فوق الخط، يبدو أن الأسهم الموجودة على المنارة تصبح نطاقات عمودية قبل أن تتحول مرة أخرى إلى أسهم تشير في الاتجاه المعاكس. يمكن العثور على مثال في المملكة المتحدة على الشاطئ الشرقي لمياه ساوثهامبتون، مقابل مصفاة نفط فولي (50°51′21.63″N 1°19′44.77″W / 50.8560083°N 1.3291028°W). يمكن استخدام منارات ذات تأثير التموج في النسيج لتوجيه البحارة إلى النقطة المركزية للجسر القادم؛ عندما يتم محاذاة السفينة مع خط الوسط، تظهر الخطوط العمودية. يتم نشر مصابيح إينوجون Inogon في المطارات لمساعدة الطيارين على الأرض في الحفاظ على الخط المركزي للممرات taxiways.

### قياس الالتواء

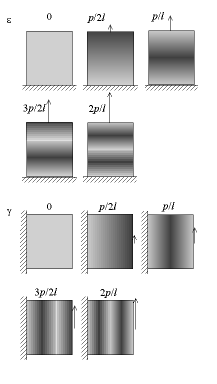
استخدام تأثير التموج في النسيج في قياس الالتواء: حالة الجر أحادي المحور (في الأعلى) والقص النقي (في الأسفل) ؛ خطوط الأنماط تكون في البداية أفقية في كلتا الحالتين

في الصناعات التحويلية، تُستخدم هذه الأنماط لدراسة الالتواء المجهري في المواد: من خلال تشويه الشبكة فيما يتعلق بالشبكة المرجعية وقياس نمط التموج في النسيج، يمكن استنتاج مستويات وأنماط الالتواء. هذه التقنية جذابة لأن حجم نمط التموج في النسيج أكبر بكثير من الانحراف deflection الذي يسببه، مما يجعل القياس أسهل.
يمكن استخدام تأثير التموج في النسيج في قياس الالتواء: يجب على المشغل فقط رسم نمط على الكائن، وتركيب النمط المرجعي على النمط المشوه deformed الموجود على الكائن المشوه.
يمكن الحصول على تأثير مماثل من خلال تراكب صورة ثلاثية الأبعاد للكائن نفسه: الصورة الثلاثية الأبعاد هي الخطوة المرجعية، والفرق مع الكائن هو التشوهات، والتي تظهر كخطوط باهتة ومظلمة.
أنظر أيضا: نظرية المرونة، موتر الالتواء وقياس التداخل المجسم.

### معالجة الصورة
توفر بعض برامج كمبيوتر الماسح الضوئي للصور مرشحًا اختياريًا، يُطلق عليه مرشح «إزالة الشاشة»، لإزالة التأثيرات الصنعية الخاصة بنمط مواريه (التموج في النسيج) والتي يمكن أن تنتج بشكل أو بآخر عند مسح الصور ذات الألوان النصفية halftone المطبوعة لإنتاج صور رقمية.

### الأوراق النقدية
تستغل العديد من الأوراق النقدية ميل الماسحات الضوئية الرقمية لإنتاج أنماط تموج في النسيج من خلال تضمين تصميمات دائرية أو متموجة بحيث يكون من المحتمل أن تظهر نمط التموج في النسيج عند مسحها ضوئيًا وطباعتها.

### المجهر
في الفحص المجهري فائق الدقة، يمكن استخدام نمط التموج في النسيج للحصول على صور بدقة أعلى من حد الانحراف diffraction، باستخدام تقنية تُعرف باسم الفحص المجهري للإضاءة المهيكلة.
في المجهر الماسح النفقي، تظهر أطراف التموج إذا كانت الطبقات الذرية السطحية لها بنية بلورية مختلفة عن البنية البلورية لجملة الكتلة bulk crystal. يمكن أن يكون هذا على سبيل المثال بسبب إعادة بناء سطح البلورة، أو عندما تكون هناك طبقة رقيقة من بلورة ثانية على سطح جملة الكتلة، على سبيل المثال طبقة واحدة  أو طبقة مزدوجة من الجرافين  أو فان دير فال مختلف البنية للجرافين و hBN ، أو البزموت والأنتيمون النانوية النانوية البنية.
في مجهر الإرسال الإلكتروني (TEM)، يمكن رؤية هوامش التموج في النسيج متعدية كخطوط تباين متوازية تم تشكيلها في التصوير باستخدام مجهر الإرسال الإلكترونيمجهر الإرسال الإلكتروني في الطور المتباين بواسطة تداخل المستويات الشبكية البلورية التي تتراكب والتي قد يكون لها مسافات و / أو اتجاهات مختلفة. إن معظم ملاحظات تباين التموج في النسيج الواردة في الأدبيات يتم الحصول عليها من خلال تصوير التباين عالي الدقة باستخدام مجهر الإرسال الإلكتروني TEM. ومع ذلك، إذا تم إجراء التصوير باستخدام مجهر الإرسال الإلكترونيمجهر الإرسال إلكتروني الماسح الحلقي عالي الزاوية للحقل المعتم (HAADF-STEM) ، فإنه يصبح من الممكن الحصول على تفسيرات مباشرة أكثر بالنسبة للبنية البلورية من حيث نماذج الذرة وبنيتها.

### علم المواد وفيزياء المادة المكثفة
في فيزياء المادة المكثفة، تتم مناقشة ظاهرة التموج في النسيج بشكل شائع للمواد ثنائية الأبعاد . يحدث التأثير عندما يكون هناك عدم تطابق بين معلمة الشبكة lattice parameter أو زاوية الطبقة ثنائية الأبعاد وتلك الخاصة بالركيزة الأساسية، أو طبقة أخرى ثنائية الأبعاد، كما هو الحال في الهياكل غير المتجانسة للمواد ثنائية الأبعاد. يتم استغلال هذه الظاهرة كوسيلة لهندسة البنية الإلكترونية أو الخصائص البصرية للمواد،  والتي يسميها البعض مواد تموج في النسيج moiré materials. غالبًا ما تؤدي التغييرات المهمة في الخصائص الإلكترونية عند التواء طبقتين ذريتين واحتمال التطبيقات الإلكترونية إلى اسم الالتواء الإلكتروني twistronics لهذا المجال. ومن الأمثلة البارزة نجد الجرافين ثنائي الطبقة الملتوي twisted bi-layer graphene، والذي يشكل نمط تموج في النسيج حيث أنه في زاوية سحرية magic angle معينة يُظهر الموصلية الفائقة superconductivity وخصائص إلكترونية أخرى مهمة.

في علم المواد، الأمثلة المعروفة التي تظهر تباين التموج في النسيج هي على سبيل المثال الأغشية الرقيقة  أو الجسيمات النانوية من نوع أم اكس MX حيث {\displaystyle (M=Ti,Nb;X=C,N)} المتراكبة مع المطرق الأوستنيتي austenitic matrix. في كلا الطورين، MX والمطرق، يكون لهما بنية بلورية مكعبة تركز على الوجه وعلاقة توجيه مكعب على مكعب cube-on-cube. ومع ذلك، فإن لديهما عدم تلاؤم كبير في الشبكة الشبكية يصل إلى حوالي 20 إلى 24 ٪ (بناءً على التركيب الكيميائي للسبائك)، مما ينتج عنه تأثير التموج في النسيج.

## روابط خارجية
- سلسلة من اللوحات الزيتية مبنية على مبادئ التموج في النسيج من قبل الفنان البريطاني بيب ديكنز
- عرض حي لتأثير التموج في النسيج الناجم عن التداخلات بين الدوائر
- مثال تفاعلي لأنماط التموج في النسيج المختلفة استخدم مفاتيح الأسهم والماوس لمعالجة الطبقات.
- تأثير التموج في النسيج في الطور: نمط تموج في النسيج على شاشة خلف أقنعة طور شفافة أثناء سحب الشاشة بعيدًا
- قوالب خارج المركز في Laplacian Operators
  - «أضواء ذات تأثير التموج فيالنسيج التي توجه السفن إلى الهدف» ، مقالة على YouTube كتبها توم سكوت حول ضوء إينوجين المستخدم للتموج في النسيج Moiré Inogon في ساوثهامبتون